# Attestation multiple

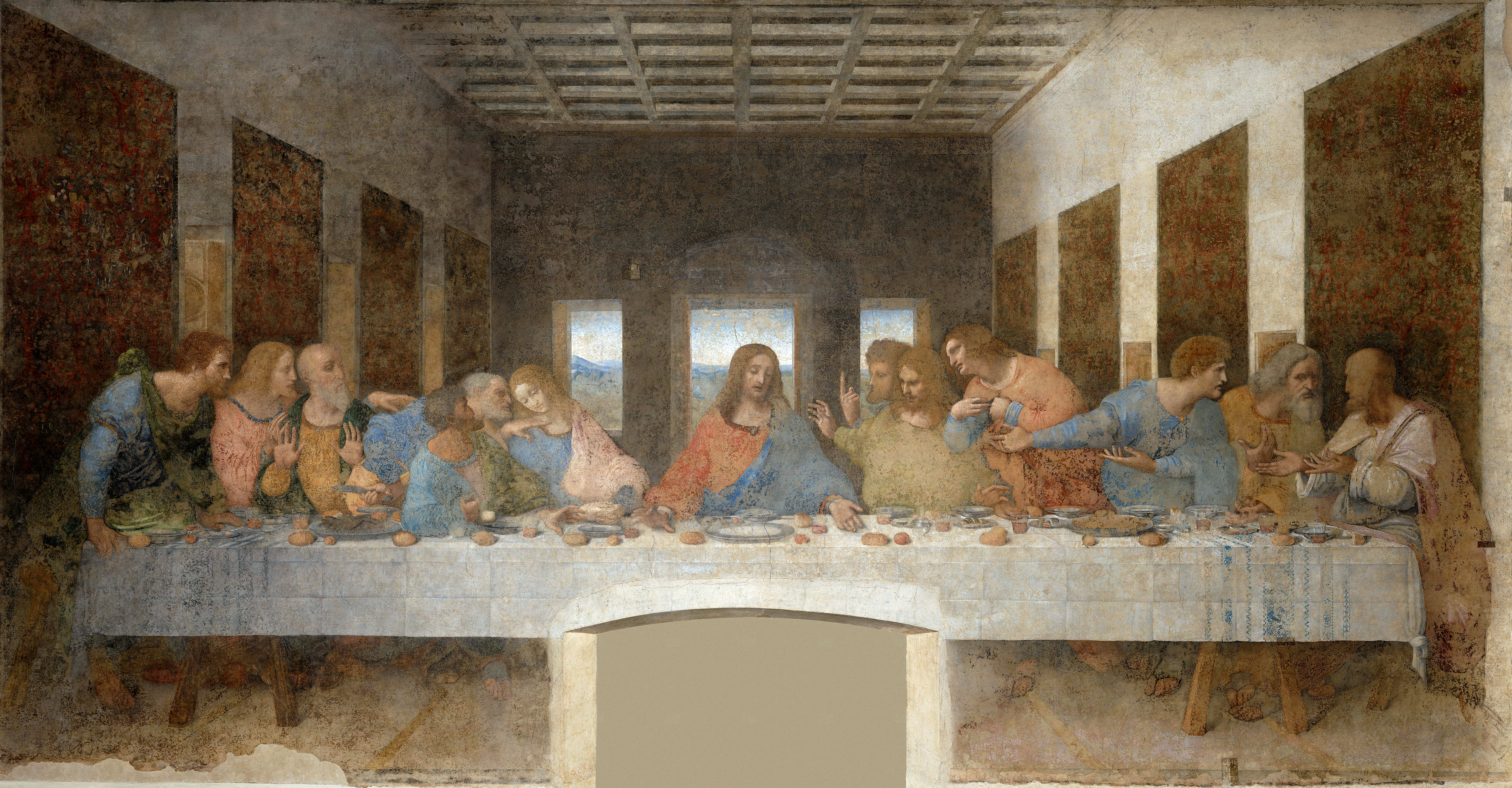
La Cène, ici représentée par Vinci, est l'un des épisodes qui correspondent au critère de l'attestation multiple.

L'attestation multiple est l'un des critères d'historicité employés par l'exégèse, en particulier dans la recherche historiographique liée au Nouveau Testament. Ces critères sont utilisés notamment depuis la deuxième quête du Jésus historique.
Simon Claude Mimouni et Pierre Maraval répertorient les quatre critères usuels (la discontinuité historique, la continuité historique, l'attestation multiple et l'attestation cohérente), auxquels s'est ajouté l'embarras ecclésiastique.